# HERC
HERC는 스타크래프트 2 종족인 테란의 유닛이다. 병영에서 생산이 가능하다.

## 특징
HERC는 스타크래프트 2에서 새롭게 추가된 유닛으로 스타크래프트 2의 캠페인과 협동전에서만 등장하는 유닛이다. 본래 HERC는 스타크래프트 2의 캠페인이나 협동전 외에 일반적인 스타크래프트 2의 섬멸전에도 등장할 예정인 유닛이였지만 스타크래프트 2의 종족간 균형의 문제 때문에 섬멸전이나 래더에서는 등장하지않게 되었다. HERC는 병영에서 생산되는 유닛들 중에선 가장 체력이 높고 공격력이 강하며 화염기갑병, 화염방사병, 투견과 더불어 테란의 강력한 근접 공격 지상 유닛이 된다. HERC는 특수 능력으로 갈고리 투척을 사용할 수 있는데 이는 지정된 대상이나 유닛에게 가까이 접근하는 기술로 언덕과 같은 지형을 무시하는 기능도 있으며 피아의 구분이 없기에 달아나는 적들을 쫓아가서 죽이거나 적진을 침투하는 등으로 응용력이 높은 기술이 된다. 거기다 HERC는 광역 공격도 가능하기 때문에 적의 지상군들을 상대로 엄청난 위력을 보여주는 유닛이 되며 생체 유닛으로 판정되기에 의무관이나 의료선의 힐도 가능한 유닛이다. HERC를 생산하는데 필요한 선행 건물의 조건은 병영에 부착된 기술실에 무기고가 추가로 필요한 조건이여서 바이오닉 테란의 유닛들 중에선 최종 테크에 속하는 유닛이다. HERC를 생산하는데 필요한 자원, 인구수, 생산 시간은 광물:100, 가스:100, 인구수:3, 생산 시간:40초이다. 유닛의 능력치는 체력:160, 기본 방어력:1, 지대지 공격력:30의 능력치를 가진다. HERC는 공격력도 강력한 편이지만 지대공 공격은 안되기 때문에 적이 공대지 공중 유닛으로 공격하면 골리앗과 같이 지대공이 되는 공중 유닛이나 공대공 공중 유닛으로 호위해야 한다. HERC는 유닛의 기본 능력치가 좋기 때문에 지상전에서 위력을 발휘하는 유닛이며 메카닉 테란의 유닛인 공성 모드의 크루시오 공성 전차를 호위하기에도 좋은 유닛이 된다.

## 같이 보기
- 스타크래프트
- 테란